# Northmoor
Northmoor é uma cidade localizada no estado americano de Missouri, no Condado de Platte.

## Demografia
Segundo o censo americano de 2000, a sua população era de 399 habitantes.
Em 2006, foi estimada uma população de 402, um aumento de 3 (0.8%).

## Geografia
De acordo com o United States Census Bureau tem uma área de
0,6 km², dos quais 0,6 km² cobertos por terra e 0,0 km² cobertos por água.

## Localidades na vizinhança
O diagrama seguinte representa as localidades num raio de 4 km ao redor de Northmoor.